# Совєтське (Єсільський район)
Совє́тське (каз. Совет) — село у складі Єсільського району Північноказахстанської області Казахстану. Входить до складу Корнієвського сільського округу.
Населення — 209 осіб (2021; 305 у 2009, 430 у 1999, 617 у 1989).
Національний склад станом на 1989 рік:
- росіяни — 67 %.